# 李梴 (天啓進士)
李梴（？—1643年），字长甫，號赤存，湖广黄州府蕲州卫人。明朝政治人物。

## 生平
萬曆四十年（1612年）壬子科湖广鄉試舉人，天啓二年（1622年）壬戌科進士。初任博野令，申堡制，严保甲，以待贼盗。三年调真定县，时魏珰庄佃为民害，径绳以法。盗杀童子于寺，以疑东邻，梴趋赴寺，见寺门联有望月字，心惊曰：二字似僧名，此必奸僧外来。密授捕者，至一桥，有僧戴笠危坐，捕近前呼“望月在此耶？”僧惊起，随得其袖中短刀，血溅内衣，以此服罪。又童子无故毙于家，疑邻妪，梴视之曰：此必中毒物。果中苦杏毒，以杏根捣水灌之，而邻人狱解。六年升兵部主事，崇祯元年（1628年）补武库司主事。武库散饷，例有羡银冒饷样马。及梴为主事，悉裁之。长城之筑，更役无宁日，梴轸念全活者众。四年升职方司员外、车驾司郎中，本年丁忧。八年补车驾司，九年丙子（1636年）擢直隶遵化兵备道副使，时兵马云集遵化，粮顿绝，难民僵卧满道，官兵窃杀以冒功，梴给钱煎粥，又给印票，严妄杀之罪，活五千余人。十一年加参政，寻回籍。十六年癸未春，张献忠攻打蕲州，梴条陈守御二十四款，时众议纷纭，城遂破，贼执不屈死，祀乡贤。乾隆四十一年赐谥节愍。
参政李標、副使李梴墓在崇居金鵞寺。

## 家族
先世为河南息县人，洪武间始祖李庆以军功授朔州卫百户，传李信、李斌二代，改滁州卫，又改蕲州卫。李斌之子李俊從景皇帝征香炉山，擒伪主韦同烈，升世袭副千户，俊孙李儒。
李梴祖李儒，號東池，年四十二卒，有五子：同春、得春、孟春、盛春、际春。长子李同春，號仰池，袭蕲州卫世职，官至广西都司，屡建奇功，擢思恩参将。子李楷、李栋嗣职。三子李孟春，號愛池，中隆庆丁卯乡试，授西平知县，万历二十六年以考最升重庆府同知，以疾辞，加升南京刑部主事致仕归，有子李樌。四子李盛春，官南京兵部侍郎，谥恭质。子李㮋，为太平府知府。
父李际春，字和元，號鑑池，万历丁丑进士，官河南按察司副使。兄李樸，字质甫，两中副车，授广西盐运提举。李枎，际春第四子，字開甫，神宗末以明經授淮安府同知，以赈济山东功，加按察司佥事。李模，官兵马司指挥。
子李本裕（字容若）、李本蕃、李本仁、李本晟、李本甲，俱以学行知名。本晟，字暘若，號嵩岑，为顺治六年己丑科进士，嗣伯父李標后。